# Katri-Helena Luomajoki
Katri-Helena „Kati“ Luomajoki (* 10. April 1965 in Helsinki) ist eine ehemalige finnische Eishockeyspielerin, die über viele Jahre bei den Espoo Blues, EVU Vantaa und HJK Helsinki in der Naisten SM-sarja aktiv war und dabei insgesamt acht Mal finnischer Meister wurde. Mit der finnischen Nationalmannschaft gewann sie vier Goldmedaillen bei Eishockey-Europameisterschaften und sechs Bronzemedaillen bei Eishockey-Weltmeisterschaften.

## Karriere
Katri-Helena Luomajoki wurde in Helsinki geboren und spielte mindestens ab 1982 für HJK Helsinki. 1982 wurde die Naisten SM-sarja als höchste (Fraueneishockey)-Spielklasse gegründet und HJK gehörte in den frühen Jahren dieser Liga zu den dominierenden Teams, so dass Luomajoki 1983 und 1984 die finnische Meisterschaft gewann. Zwischen 1986 und 1990 spielte sie dann für EVU Vantaa, mit dem sie 1989 erneut die Meisterschaft gewann.
Zwischen 1990 und 1994 war Luomajoki für EKS Espoo aktiv, das sich 1992 in Kiekko-Espoo umbenannte. In der Saison 1994/95 spielte Luomajoki für die Keravan Shakers, mit denen sie 1995 einen weiteren  Meistertitel gewann. Anschließend kehrte sie zu Kiekko-Espoo zurück, das sich 1998 in Espoo Blues umbenannte. Zwischen 1999 und 2002 gewann sie mit den Blues vier Mal in Folge die finnische Meisterschaft, ehe sie ihre Karriere beendete.

### International
1987 wurde die finnische Frauennationalmannschaft gegründet, der Katri-Helena Luomajoki mindestens ab 1989 angehörte und mit der sie die erste IIHF-Frauen-Europameisterschaft gewann. Bei der ersten Weltmeisterschafts-Teilnahme der finnischen Löwinnen 1990 in Ottawa besiegten diese im Spiel um den dritten Platz Schweden mit 6:3 und gewannen damit die Bronzemedaille.
Bei Weltmeisterschaften absolvierte sie zwischen 1990 und 2000 insgesamt 30 Partien für Finnland, in denen Katri-Helena Luomajoki 9 Scorerpunkte sammelte. 1992, 1994, 1997, 1999 und 2000 errang sie weitere WM-Bronzemedaillen mit Finnland. Hinzu kommen zwei weitere Goldmedaillen und eine Bronzemedaille bei Europameisterschaften.

## Erfolge und Auszeichnungen

### Naisten SM-sarja
| - 1983 Finnischer Meister mit HJK Helsinki - 1984 Finnischer Meister mit HJK Helsinki - 1989 Finnischer Meister mit EVU Vantaa - 1995 Finnischer Meister mit den Keravan Shakers | - 1999 Finnischer Meister mit den Espoo Blues - 2000 Finnischer Meister mit den Espoo Blues - 2001 Finnischer Meister mit den Espoo Blues - 2002 Finnischer Meister mit den Espoo Blues |

### International
| - 1989 Goldmedaille bei der Europameisterschaft - 1990 Bronzemedaille bei der Weltmeisterschaft - 1991 Goldmedaille bei der Europameisterschaft - 1992 Bronzemedaille bei der Weltmeisterschaft - 1994 Bronzemedaille bei der Weltmeisterschaft | - 1995 Goldmedaille bei der Europameisterschaft - 1996 Bronzemedaille bei der Europameisterschaft - 1997 Bronzemedaille bei der Weltmeisterschaft - 1999 Bronzemedaille bei der Weltmeisterschaft - 2000 Bronzemedaille bei der Weltmeisterschaft |

## Karrierestatistik
(Legende zur Spielerstatistik: Sp oder GP = absolvierte Spiele; T oder G = erzielte Tore; V oder A = erzielte Assists; Pkt oder Pts = erzielte Scorerpunkte; SM oder PIM = erhaltene Strafminuten; +/− = Plus/Minus-Bilanz; PP = erzielte Überzahltore; SH = erzielte Unterzahltore; GW = erzielte Siegtore; 1 Play-downs/Relegation; Kursiv: Statistik nicht vollständig)